# Tillandsia fascifolia
Tillandsia fascifolia är en gräsväxtart som beskrevs av Flores-cruz och Diego-esc. Tillandsia fascifolia ingår i släktet Tillandsia och familjen Bromeliaceae. Inga underarter finns listade i Catalogue of Life.